# スルプスカ共和国軍

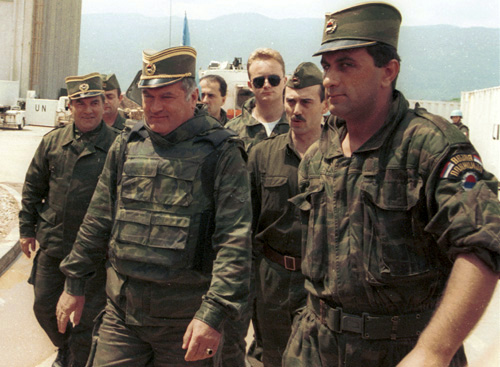
ムラディッチとスルプスカ共和国軍

スルプスカ共和国軍（セルビア語:Војска Републике Српске ;ВРС / Vojska Republike Srpske; VRS）、あるいはボスニア・ヘルツェゴビナ・セルビア人軍は、ボスニア・ヘルツェゴビナのうちセルビア人を主体とするスルプスカ共和国の軍。2003年からボスニア・ヘルツェゴビナ連邦軍との統合が進められはじめた。2005年、完全に統合されたセルビア人、クロアチア人、そしてボシュニャク人の民族混成の部隊がイラクに派遣された。2006年6月6日、スルプスカ共和国軍とボスニア・ヘルツェゴビナ連邦軍はボスニア・ヘルツェゴビナ軍に統合され、ボスニア・ヘルツェゴビナ中央政府国防省の指揮下に置かれることとなった。

## 歴史
スルプスカ共和国は1992年5月12日、ボスニア・ヘルツェゴビナに駐留していたユーゴスラビア人民軍（JNA）の撤退に伴って、創設された。スルプスカ共和国は、ボスニア・ヘルツェゴビナのセルビア人の利益を代表して一方的にボスニア・ヘルツェゴビナから分離した国家であり、スルプスカ共和国軍はスルプスカ共和国の軍隊として創設された。スルプスカ共和国軍はボスニア・ヘルツェゴビナ紛争中、8万人の兵士がいた。
スルプスカ共和国軍の兵士のほとんどは、ボスニア・ヘルツェゴビナ領内で集められた正教徒のセルビア人であった。また、スルプスカ共和国側で戦う武装組織には、スルプスカ共和国軍のほかにも多数の準軍事組織や、セルビアのセルビア人やロシア人などの義勇兵、民兵組織があった。これらの非正規部隊は、スルプスカ共和国軍とともにボスニア・ヘルツェゴビナ紛争を戦い、第二次世界大戦以降で最悪といわれるスレブレニツァの虐殺をはじめとする戦争犯罪に加担した者もいた。
スルプスカ共和国軍には、少数ながらボシュニャク人の兵士もいた。その多くはテスリチ（Teslić）やデルヴェンタ（Derventa）出身であった（少佐イスメト・ジュヘリッチ Ismet Đuherićと、ジュヘリッチ率いるメシャ・セリモヴィッチ Meša Selimović中隊）。
スルプスカ共和国軍はハーグの国際司法裁判所（ICJ）によって、ボシュニャク人やボスニアのクロアチア人に対する戦争犯罪ならびにジェノサイドに加担した機関であると裁定された。ボスニア・ヘルツェゴビナ紛争中のスルプスカ共和国軍の参謀総長であったラトコ・ムラディッチは、旧ユーゴスラビア国際戦犯法廷によってジェノサイドなどの罪で訴追され、2011年5月26日にセルビア共和国にて拘束された事実がボリス・タディッチセルビア大統領により発表された。

## 軍事作戦
- Operacija Koridor
- Operacija Breza
- Operacija Mac 1
- Operacija Mac 2
- Operation Miracle
- Operacija Krivaja 95
- Operacija Stupcanica 95
- Sadejstvo 93
- Operacija Vrbas 92

## 特別部隊
- Специјална Јединица "МАНДО" - 特殊部隊 "MANDO"
- Гарда Пантери - 防衛隊 "PANTERI"
- Бели Вукови - 白い狼
- Шкорпиони - サソリ
- Специјална Јединица "ПEШA" - 特殊部隊 "PESA"
- Дрински Корпус - ドリナ軍団

## 組織
- 第1クライナ軍団 - バニャ・ルカ
  - 第41歩兵師団
  - 第7歩兵旅団
  - 第145自動化旅団
  - 第149歩兵旅団
  - 第417砲兵連隊
  - 第5航空防衛連隊
  - 第552技術連隊
- 第2クライナ軍団 - ドルヴァル
  - 第4装甲旅団
  - 第12自動化旅団
  - 第140自動化旅団
  - 第257自動化旅団
  - 第10航空防衛連隊
- 第3軍団 - ビイェリナ
  - 第2自動化旅団
  - 第195自動化旅団
  - 第6歩兵旅団
  - 第11歩兵旅団
  - 第29歩兵旅団
  - 第454砲兵連隊
  - 第17航空防衛連隊
  - 第17技術連隊

- 東ボスニア軍団 - ハン・ピイェサク
  - 第5自動化旅団
  - 第6自動化旅団
  - 第10自動化旅団
  - 第49自動化旅団
  - 第145自動化旅団
  - 第437自動化旅団
  - 第19山岳旅団
  - 第215山岳旅団
  - 第208砲兵連隊
  - 第4航空防衛連隊
- ヘルツェゴビナ軍団 - ビレチャ
  - 第473自動化旅団
  - 第145自動化旅団
  - 第13自動化旅団
  - 第8自動化旅団
  - 第5山岳旅団

## 装備
拳銃
- ツァスタバ CZ99
- ツァスタバ M57
- ツァスタバ M88

短機関銃
- ツァスタバ M56
- H&K MP5

小銃
- ツァスタバ M70
- ツァスタバ M77B1
- ツァスタバ M80
- ツァスタバ M85
- ツァスタバ M90
- ツァスタバ M92

機関銃
- ツァスタバ M53
- ツァスタバ M72
- ツァスタバ M77
- ツァスタバ M84
- ツァスタバ M87
- ブローニング M2

狙撃銃
- ツァスタバ M76
- ツァスタバ M91

対戦車兵器
- M79 Osa
- M80 Zolja
- 9M14 マリュートカ
- 9M113 コンクールス
- T-12 100mm対戦車砲

携帯式防空ミサイルシステム
- 9K32 ストレラ-2
- 9K34 ストレラ-3
- 9K38 イグラ

火砲
- ZiS-3 76mm野砲
- M-56 105mm榴弾砲
- M-1 120mm野砲
- D-30 122mm榴弾砲
- M-30 122mm榴弾砲
- M-46 130mmカノン砲
- D-20 152mm榴弾砲
- M-84 NORA 152mm榴弾砲

戦車
- M-84 - 推計150両
- T-55 - 推計190両
- T-34
- M36ジャクソン - 120両

歩兵戦闘車
- BVP M-80

偵察戦闘車
- BRDM-2

装甲兵員輸送車
- M-60P
- BOV
- BTR-50

自走榴弾砲
- 2S1 グヴォズジーカ - 10両

多連装ロケット砲
- M-63 プラメン
- M-77 オガンジ - 5両
- M-87 オルカン

自走式対空砲
- ZSU-57-2
- M53/59プラガ
- BOV-3

高・中高度防空（HIMAD）ミサイル
- S-75
- 2K12 クーブ

近SAM
- 9K31 ストレラ-1